# Juan Carlos Garvayo
Juan Carlos Garvayo (Motril, Granada, el 15 de septiembre de 1969) es un pianista, compositor y poeta español. 

## Biografía
Juan Carlos Garvayo nació en Motril (Granada) en 1969. Comenzó sus estudios musicales en su ciudad natal y en el Real Conservatorio Superior de Música de Granada. Becado por la Junta de Andalucía y otras instituciones. En 1988 se trasladó a Estados Unidos para estudiar en la Rutgers University donde obtuvo los premios Dorothy Mallery y H. Trautenberg, y en la State University of New York donde estudió piano y música de cámara con Walter Ponce y Diane Richardson. Es Doctor en Educación por la Universidad Autónoma de Madrid. Es Catedrático de Música de Cámara del Real Conservatorio Superior de Música de Madrid y Presidente de la Sección de Música del Ateneo de Madrid. El 26 de nero de 2025 ingresó como Académico Numerario de la Real Academia de Bellas Artes de San Fernando con la medalla nº 18.

## Carrera
Como solista y como miembro del prestigioso Trío Arbós, actúa con regularidad en las principales salas y festivales internacionales de más de 30 países: Konzerthaus de Viena, Conservatorio de Moscú, Academia Sibelius de Helsinki, Bienal de Venecia, Teatro Colón de Buenos Aires, Auditorio Nacional de Madrid, Kuhmo Chamber Music Festival, Festival Time of Music de Viitasaari, Wittener Tage für Neue Kammermusik, Darmstadt INMM, Ultima Festival Noruega, Klangspuren Festival de Austria, Nuova Consonanza de Roma, Romaeuropa, Festival Internacional de Camagüey, Festival Numus de Toronto, Festival Internacional de Santorini, Festival Internacional de El Salvador, Festival de Ryedale, Quincena Musical Donostiarra, Festival Internacional de Música Contemporánea de Alicante, Festival de Santander, Ensems de Valencia, Teatro Central de Sevilla, entre otros. Ha actuado como solista con orquestas como la Orquesta Nacional de España, Deutsches Symphonie-Orchester Berlin, JONDE, New American Chamber Orchestra, Orquesta Sinfónica de Santa Fe, Orquesta de la Comunidad de Madrid, Orquesta Nacional de Lituania, Orquesta Sinfónica de Castilla y León, Orquesta Filarmónica de Gran Canaria, Real Orquesta Sinfónica de Sevilla, etc.
Ha sido profesor de la State University of New York, de la Escuela Superior de Música Reina Sofía de Madrid y del Conservatorio Superior de Música de Salamanca. Actualmente lo es del Real Conservatorio Superior de Música de Madrid. Ha trabajado con grandes violinistas de la talla de Isaac Stern, Yehudi Menuhin, Pinchas Zukerman, Zakhar Bron, Maxim Vengerov, Mauricio Fuks, José Luis García Asensio, Herman Krebbers, etc. Es profesor invitado de la Joven Orquesta Nacional de España, y ha impartido numerosas clases magistrales en todo el mundo Shanghái Conservatory of Music, Universidad de Toronto, Cleveland State University, etc.).

## Estrenos
Su interés por la música actual lo ha llevado a estrenar más de un centenar de obras, muchas de ellas dedicadas a él, y a trabajar personalmente con compositores de la talla de Hans Werner Henze, Pascal Dusapin, Jonathan Harvey, George Benjamin, Toshio Hosokawa, Salvatore Sciarrino, Cristóbal Halffter, Luis de Pablo y Beat Furrer. En agosto del 2014 estrena en el Concorso Pianistico Internazionale Ferruccio Busoni la obra "Ancora un Segreto" escrita por el compositor Mauricio Sotelo en homenaje al pianista Alfred Brendel. El concierto estuvo precedido por una conferencia del mismo Brendel sobre la Sonata en si menor (Liszt) que fue a su vez interpretada por el pianista franco-canadiense Louis Lortie. Este concierto-conferencia tuvo también lugar en el Auditorio Nacional de Música de Madrid en octubre del mismo año. 
Como director ha estrenado la ópera de José Manuel López López con libreto de Gonzalo Suárez, La Noche y la Palabra y Angelus Novus de Jorge Fernández Guerra.

## Premios y distinciones
- Como miembro del Trío Arbós, recibe el Premio Nacional de Música (España) 2013 en la modalidad de Interpretación.

- Académico Numerario con la medalla nº 18 de la Real Academia de Bellas Artes de San Fernando desde el 26 de enero de 2025.[1]

- Auditorio Juan Carlos Garvayo, Motril en 2021

- Hijo Predilecto de la Provincia de Granada en 2018

- Medalla de Oro de la Ciudad de Motril en 2017

## Grabaciones
- Manuel de Falla, Nin-Culmell, Suriñach Trío Arbós, Sacratif 1122-03, 2023
- Benet Casablancas, The clarinet music, Columna Música 1CM0433, 2022
- Boleros Trío Arbós y Sandra Carrasco, [CD] Sacratif 0122-04, 2022
- Beethoven, Eine Reise Trío Arbós, [CD] Sacratif 0321-03, 2021
- Zarzuela Miralles, Trío Arbós,[CD] Sacratif 1120-02, 2020
- Travesías, Trío Arbós y Rafael de Utrera, Sacratif 1119-01, 2019
- Siempre/Todavía, Opera sin voces de Alfredo Aracil y Alberto Corazón. Juan Carlos Garvayo, piano. [DVD] Universidad de Navarra, 2017
- Alejandro Román, Chamber music. Trío Arbós. [CD] Naxos 8.579007, 2017
- Jorge Fernández Guerra, Angelus Novus. Juan Carlos Garvayo, director. [CD] World Edition 0031, 2017
- Jesús Legido, Confidencias. Magdalena Llamas, mezzosoprano; Juan Carlos Garvayo, piano. [CD] Nibius NIBI 116, 2016
- Roberto Sierra, Boleros y montunos. Juan Carlos Garvayo, piano. [CD] IBS 22016, 2016
- Ancora un Segreto. Alfred Brendel, piano; Juan Carlos Garvayo, piano. IBS 102016, 2016
- Bacarisse,Conciertos. Orquesta filarmónica de Málaga; José Luis Estellés, director; Juan Carlos Garvayo, piano. [CD] IBS 132016, 2016
- Evocación del Viejo Madrid. Trío Arbós, [CD] IBS 22015, 2015
- Kapustin piano trios. Trío Arbós. [CD] Non Profit music NPM1405, 2014
- Gabriel Erkoreka, Trío del agua. Trío Arbós. [CD] Verso VRS 2150, 2014
- En la Alhambra. Juan Carlos Garvayo, piano. [CD] IBS 32013, 2014
- Música Española en el Exilio. Joan Enric Lluna, clarinete, Juan Carlos Garvayo, piano. [CD] Tritó TD 0110, 2014
- Miguel Pons, Poems in prose. Concierto para piano y orquesta. ORCAM; José Ramón Encinar, director; Juan Carlos Garvayo, piano. [CD] Verso VRS 2141, 2013
- Sonata concertata a quattro, Spanish piano quartets. Trío Arbós. [CD] IBS 42013, 2013.
- José Manuel López, La grande celeste. Trío Arbós. [CD] Verso VRS 2130, 2013
- Jorge Fernández     Guerra,Los niños han gritado. Trío Arbós. [CD] Verso VRS 2121, 2012
- Play it again. Trío Arbós. [CD] Non Profit Music NPM 1112, 2012
- Sub Rosa. Juan Carlos Garvayo, piano. [CD] Cezanne, 2012
- José Río-Pareja, La rivière sans socle. Trío Arbós. [CD] Verso VRS 2119, 2012
- Roberto Sierra, piano trios. Trío Arbós. [CD] Naxos 8.559611, 2011
- María de Alvear, Equilibrio. Atelier Gombau. Carlos Cuesta, director. Juan Carlos Garvayo, piano; Isabel Requeijo, piano. [CD] Verso VRS 2101, 2011
- Jesús Torres, Chamber music. Trío Arbós. [CD] Kairos 0013012KAI, 2010
- Una Iberia para  Albéniz. Juan Carlos Garvayo, piano. [CD] Junta de Andalucía, Consejería de Cultura DS 0153, 2010
- Jesús Torres, Cuentos de Andersen. Trío Arbós; Iñaki Alberdi, acordeón. [CD] Verso VRS 2090, 2010
- José Manuel López, Conciertos. Deutsche Symphonie Orchester; Johannes Kalitzke, director; Juan Carlos Garvayo, piano, [CD]  Kairos 0013022KAI, 2009
- César Camarero, Duración invisible. Orquesta Nacional de España; Peter Hirsch, director; Trío     Arbós. [CD] Kairos 0013102KAI, 2009
- Luis de Pablo, Piano trios. Trío Arbós. [CD] Verso VRS2078, 2009
- Mauricio Sotelo, de Oscura llama. Ensemble Residencias; Arcángel, cantaor, Stefano Scodanibbio, contrabajo; Roberto Fabbriciani, flauta. [CD] Anemos C33002, 2009
- Piano trios, Bernhard Gander and George E. López. Trío Arbós. WDR 3 Köln, 2009
- Cristóbal Halffter, Música para piano(s). Juan Carlos Garvayo, piano; Alberto Rosado, piano. [CD] Verso VRS 2063, 2008
- César Camarero, A través del sonido de la lluvia. Trío Arbós. [CD] Autor SA 01502, 2008
- Finale: Viola and piano sonatas. Paul Cortese, viola; Juan Carlos Garvayo, piano. [CD] Crystal Records, 2007
- Jesús Torres, Música de cámara. Tró Arbós. [CD] Autor 01294, 2007
- España. Alexandre da Costa, violín; Juan Carlos Garvayo, piano. [CD] XXI 484, 2007
- Sones y Danzones. Trío Arbós. [CD] Ensayo ENY 9821, 2006
- Jesús Villa Rojo, Música de cámara. Trío Arbós. [CD] LIM Records 018, 2006
- Enrique Granados, El Jardín de Elisenda. Orquesta de cámara de la Escuela Reina Sofía; James Judd, director; Juan Carlos Garvayo, piano. [CD] Sony SHE 9702, 2003
- Komponisten Poliphonie. Trío Arbós. [CD] NIPO 027-03-039-7, 2003
- Libro para piano, compositores andaluces. Juan Carlos Garvayo, piano. [CD] Centro de Documentación de Andalucía CTCD 40202, 2002
- Joaquín Turina, piano trios (complete). Trío Arbós. [CD] Naxos 8.555570, 2001
- Luis de Pablo, Chamber music. Trío Arbós. [CD] Col Legno WWE20046, 2001

## Publicaciones
Como poeta ha publicado los poemarios "33 Sueños" , Editorial Nazarí (Granada, 2015) y "Si deseamos el mar" , Editorial Puerta Granada (Granada. 2023).
Tesis doctoral (Cum Laude) "El trío en do mayor op.50 de Enrique Granados como base para una propuesta de innovación musicológica, interpretativa y docente" .